# Thaiphantes similis
Thaiphantes similis Millidge, 1995 è un ragno appartenente alla famiglia Linyphiidae.

## Distribuzione
La specie è stata reperita in Thailandia

## Tassonomia
Al 2013 non sono note sottospecie e dal 1995 non sono stati esaminati nuovi esemplari.